# Pierre Joseph van Beneden

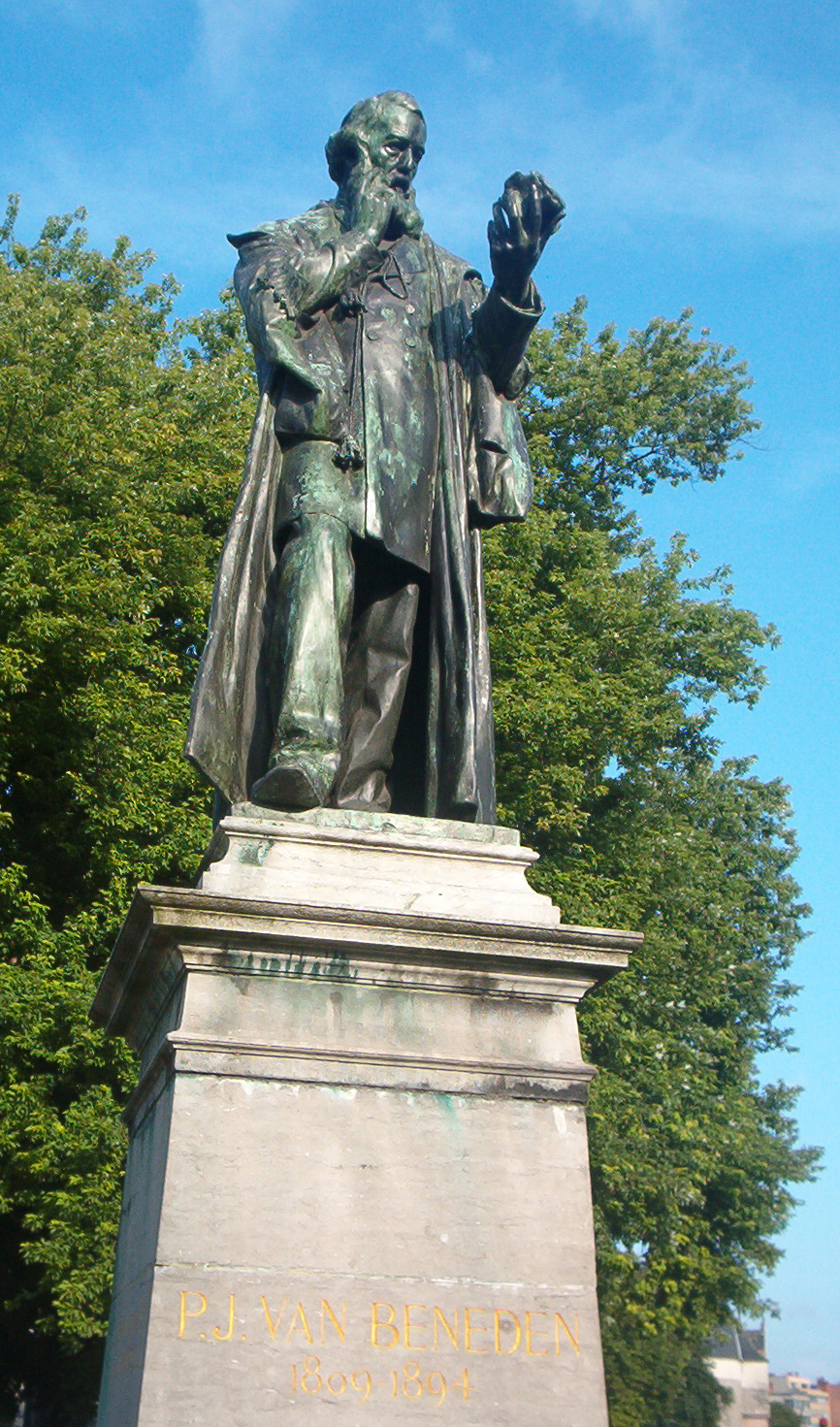
Pomnik Benedena w jego rodzinnym Mechelen w Belgii

Pierre Joseph van Beneden (ur. 19 grudnia 1809 w Mechelen, zm. 18 stycznia 1894 w Leuven) – belgijski zoolog i paleontolog. Prowadził badania głównie nad mięczakami, jamochłonami i mszywiołami, a także nad kopalnymi waleniami. Wprowadził pojęcie komensalizmu i mutualizmu. Był profesorem uniwersytetów w Gandawie i Leuven. Jego synem był zoolog Eduard van Beneden. Był członkiem zagranicznym Królewskiej Holenderskiej Akademii Sztuk i Nauk